# دودمان مینگ

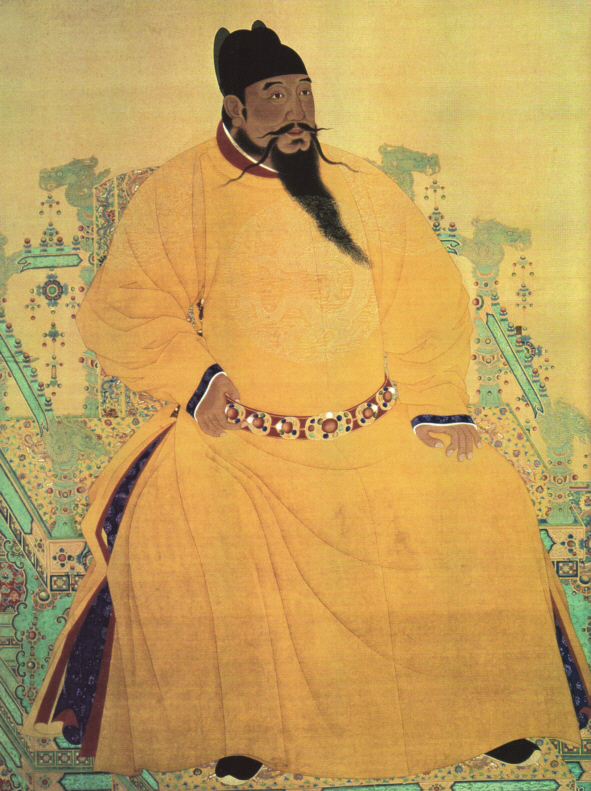
امپراتور یونگ لو

امپراتوری مینگ (به چینی:明朝) یا امپراتوری مینگ بزرگ دودمانی چینی از سال ۱۳۶۸ تا سال ۱۶۴۴ میلادی بود، که پس از فروپاشی دودمان مغولی یوآن بنا شد. مینگ آخرین دودمان چینی بود که توسط قوم هان اداره می‌شد. هونگ‌وو به عنوان مؤسس این دودمان رهبری شورش عمومی معروف به شورش عمامه سرخ‌ها را علیه دودمان یوآن بر عهده داشت.

## تاریخچه
هونگ‌وو پس از پیروزی بر دودمان یوان و اخراج مغولان از چین دودمان مینگ (به معنای درخشان) را بنیان نهاد. جیان‌ون، نوهٔ جوان هونگ‌وو جانشین او گردید ولی وی درگیر کشمکشی طولانی با عموهای خود شد و حکومتش تنها چهار سال به طول انجامید تا این که سرانجام در قصر خود بدست عمویش جودی (امپراتور یونگ‌لو آینده) در نانجینگ سوزانده شد.

لشکرکشی یونگ لو بر علیه امپراتور جیان ون

یونگ‌لو، سومین امپراتور دودمان مینگ بود. او در آغاز حکمرانی خود دستور به کشتار دسته‌جمعی پیروان جیان ون داد. او بر مغولان تسلط یافت و دیوار چین را تعمیر نمود. یونگ‌لو، چنگ هه، دریانورد مسلمان را به سفر دریایی فرستاد.
یونگ‌لو، خانوادهٔ سلطنتی و خدمتکاران دربار را از نانجینگ که پایتخت هونگ‌وو بود به پکن منتقل کرد. در این زمان یونگ‌لو به ساختن شهر ممنوعه فرمان داد.
شهر ممنوعه، مجموعه‌ای وسیع از باغ‌ها و تالارهای مخصوص مراسم و جشن‌ها و نیز بناهای سلطنتی بود. این مجموعه که در شهر پکن قرار داشت، با دیوارهای بلندی به رنگ قرمز احاطه شده بود. دهقانان و مردم عادی حق ورود به شهر ممنوعه را نداشتند. خانوادهٔ امپراتور تحت مراقبت شدید زندگی می‌کردند و از شهر ممنوعه خارج نمی‌شدند.
تا اواسط سلسله مینگ، ترس از حملهٔ تاتارها برای پادشاهان مینگ وجود داشت و از طرفی دیگر، قومی بنام نیو جن (Nu zhen) نیز از شمال شرقی چین امنیت دودمان مینگ را تهدید می‌کرد، در نتیجه دودمان مینگ هم از سمت شمال و هم از سمت شمال شرقی مورد هجوم قبایل قرار می‌گرفت، امپراتوران مینگ برای جلوگیری از این حملات به فکر تعمیر دیوار قدیمی چین افتادند، این دیوار در دورهٔ مینگ به کامل‌ترین سیستم دفاعی چین تبدیل شد. دیوار چین در طول ۲۰۰ سال ۱۸ بار توسط امپراتوران مینگ ترمیم شد.
در سال ۱۴۹۹، مغول‌ها، لشکر چین را شکست دادند و امپراتور جنگ‌تونگ را اسیر کردند. هشت تن از مشاوران سلطنتی که به «هشت ببر» معروف بودند؛ ادارهٔ چین را بدست گرفتند. در سال ۱۵۱۰، لیوچین، رهبر هشت ببر توسط امپراتور به قدرت بازگشته عزل شد و ثروت شخصی خود را از دست داد.
چیاچینگ از امپراتوران پرقدرت سلسلهٔ مینگ بود. در دوران حکومت چیاچینگ، دهقانان ناراضی به شورش پرداختند؛ اما چیاچینگ شورش‌های آنان را سرکوب کرد. چیاچینگ به بازرگانان پرتغالی اجازه داد تا یک مرکز داد و ستد در چین تأسیس کنند. در این دوره بعضی از مبلغان مسیحی که اعضای فرقهٔ یسوعی‌ها بودند به چین راه یافتند.
یک رئیس قبیله به نام نورهاچی، تمامی قبایل ساکن منچوری را با هم متحد ساخت و استان لیائودونگ را که تحت حکومت سلسلهٔ مینگ قرار داشت؛ مورد تاخت و تاز قرار داد. نوادگان نورهاچی از این منطقه، مزاحمت‌هایی برای امپراتور مینگ به وجود آوردند.
آخرین امپراتور سلسلهٔ مینگ، چونگ‌جن (چونگ‌چنگ) بود. در زمان حکومت او شورشیان پکن را تصرف کردند. چونگ‌چنگ نیز به خودکشی دست زد. سپاهیان منچوری از هرج و مرج در پکن استفاده کردند و فرماندهٔ جوان سپاه، فولین، پایان دودمان مینگ را اعلام نمود و خود را امپراتور چین دانست.

## دولت

### استان، بخشداری، بخش فرعی، شهرستان
تا قبل از تأسیس امپراتوری مینگ در سرتاسر دودمان سونگ، بزرگ‌ترین تقسیم‌بندی سیاسی در کشور، ناحیه بود. با این حال، پس از تهاجم جورچن‌ها در سال ۱۱۲۷، دربار سونگ چهار سیستم فرماندهی منطقه‌ای نیمه خودمختار مبتنی بر واحدهای سرزمینی و نظامی، با یک دبیرخانه خدماتی مجزا که در آینده به اداره‌های استانی دودمان‌های یوان، مینگ و چینگ تبدیل شد، ایجاد کرد. دیوان سالاری استانی مینگ که از روی شکل حکومتی یوان کپی شده بود شامل سه کمیسیون بود: یکی غیرنظامی، نظامی و دیگری برای نظارت. در زیر سطح استان، بخش‌هایی قرار داشتند که زیر نظر یک بخشدار (ژی فو知府) فعالیت می‌کردند، و پس از آن بخش‌های فرعی زیر بخشداری قرار داشتند. پایین‌ترین واحد، شهرستان بود که توسط یک قاضی نظارت می‌شد. علاوه بر استان‌ها، دو منطقه بزرگ نیز وجود داشت که به هیچ استانی تعلق نداشتند، اما مناطق شهری بودند که به‌طور مستقیم به نانجینگ و پکن متصل بودند.

### مؤسسات و دفاتر

#### روندهای نهادی

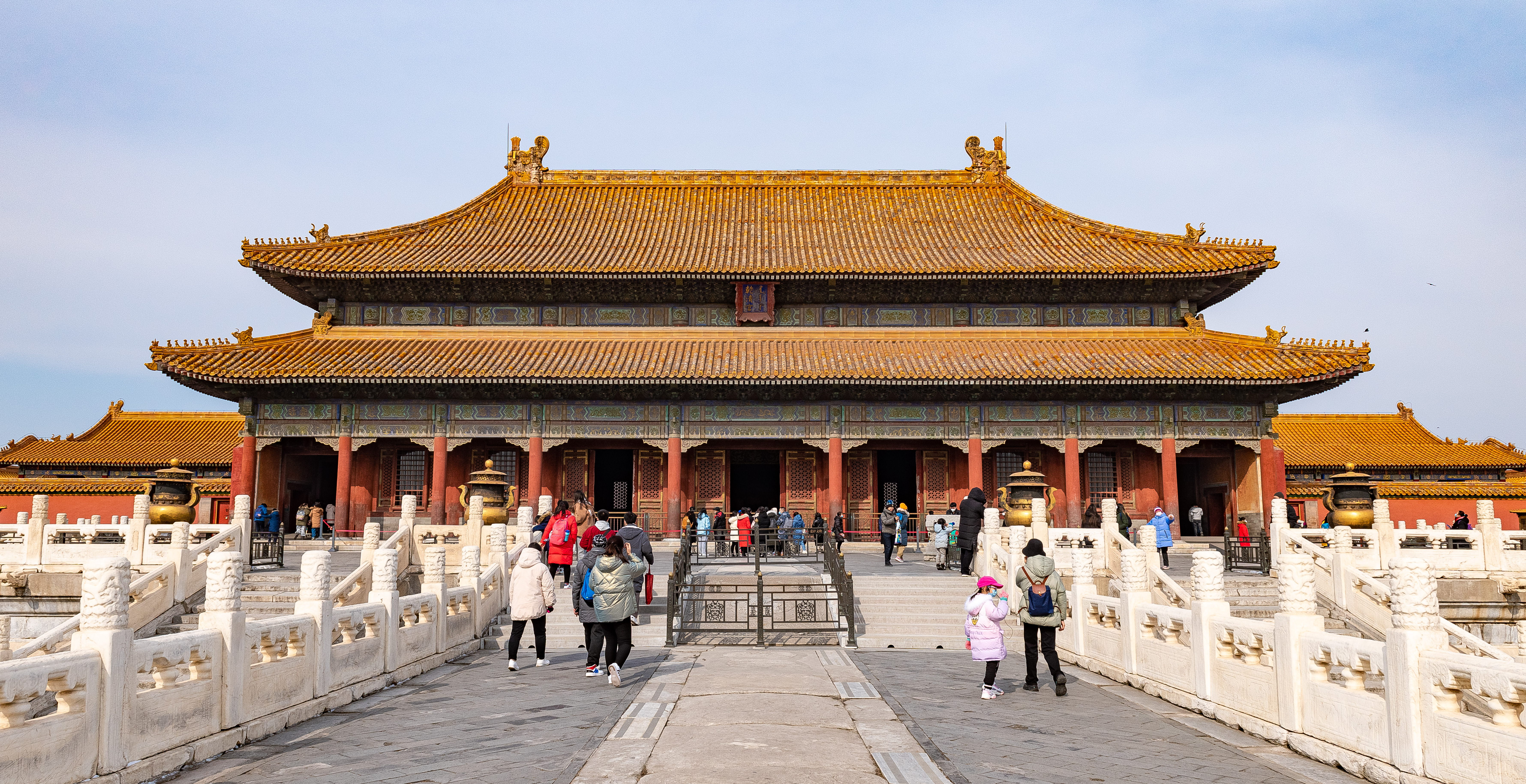
کاخ خلوص بهشتی (کاخ مرکزی) در شهر ممنوعه

با خروج از دستگاه اداری مرکزی قدیمی که عموماً به نام دستگاه سه اداره و شش وزارتخانه شناخته می‌شود، که توسط سلسله‌های مختلف از اواخر دوره دودمان هان (۲۰۲ قبل از میلاد - ۲۲۰ پس از میلاد) ایجاد شد، دولت مینگ تنها یک بخش داشت، دبیرخانه، که شش وزارتخانه را کنترل می‌کرد. پس از اعدام صدراعظم هو ویونگ در سال ۱۳۸۰، امپراتور هونگ‌وو دبیرخانه، سانسور و کمیسیون ارشد نظامی را لغو کرد و شخصاً مسئولیت شش وزارتخانه و پنج کمیسیون نظامی منطقه ای را بر عهده گرفت.بنابراین یک سطح کامل از مدیریت کشور حذف شد و تنها بخشی از آن توسط حاکمان بعدی بازسازی شد. دبیرخانه بزرگ، در آغاز، یک نهاد منشی بود که تنها به امپراتور در امور اداری کمک می‌کرد، اما بدون استخدام مشاوران بزرگ، یا حتی صدراعظمی برای کشور تأسیس شد.
امپراتور هونگوو وارث خود را در سال ۱۳۹۱ به شانشی فرستاد تا آن منطقه را «بگردد و آرام» کند. در سال ۱۴۲۱ امپراتور یونگ‌لو ۲۶ مقام دولتی را مأمور کرد تا به سرتاسر امپراتوری سفر کنند و وظایف تحقیقاتی و مشابهی را با امپراتور پیشین انجام دهند. در سال ۱۴۳۰ این تکالیف برای همیشه به شون فوها به عنوان (هماهنگ‌کننده‌های بزرگ) سپرده شد. از این رو پس از آن یک سانسورخانه جدید مجدداً به راه افتاد و ابتدا با سانسورچی‌های تحقیقاتی و سپس با سانسورچی‌های اصلی کار کرد. تا سال ۱۴۵۳، به هماهنگ‌کننده‌های بزرگ عنوان معاون سانسور یا دستیار سانسور کل اعطا شد تنها خود امپراتور جوابگو بودند. مانند دودمان‌های قبلی، ادارات استانی توسط یک بازرس سیار از سانسورخانه نظارت می‌شد. برخلاف مقامات ارشد دولت مرکزی که فقط در ارزیابی‌های که هر سه‌سال از مقامات پایین‌تر خود باید انجام می‌دادند، سانسورچی‌ها قدرت استیضاح تمام مقامات را به صورت غیررسمی داشتند.
اگرچه تمرکززدایی در قدرت ایالتی در داخل تمام استان‌ها در اوایل تأسیس مینگ اتفاق افتاد، اما روند نظارتی مأموران دولت مرکزی که به عنوان فرمانداران استانی به صورتی پشتیبان امور ایالتی به استان‌ها فرستاده شدند در دهه ۱۴۲۰ در مینگ آغاز شد. در اواخر سلسله مینگ، مقامات دولت مرکزی کسانی بودند که به دو یا چند استان به عنوان فرماندهان عالی فرستاده می‌شدند، سیستمی که قدرت و نفوذ ارتش را توسط تشکیلات مدنی مهار می‌کرد.

#### دبیرخانه بزرگ و شش وزارتخانه

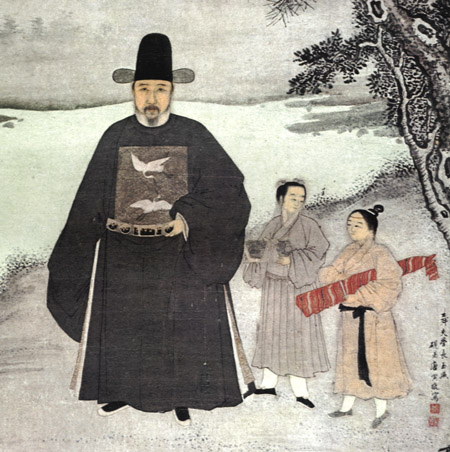
پرتره ای قرن پانزدهمی از جیانگ شونفو، یکی از مقامات دربار امپراتور هونگ‌جی، اکنون در موزه نانجینگ است. تزیین دو درنا بر روی سینه او " نشان درجه " است که نمایانگر این است که او یک مقام ملکی درجه اول است.

نهادهای دولتی در چین برای حدود دو هزار سال با الگوی مشابهی مطابقت داشتند، اما هر دودمان دفاتر و دفتر اصلی خاصی را تأسیس کردند که منعکس کننده علایق خاص هر دودمان چینی بود. دولت مینگ از دبیران بزرگی برای کمک به امپراتور استفاده می‌کرد که در زمان سلطنت امپراتور یونگل به امور اداری رسیدگی می‌کردند و بعداً به عنوان مقامات ارشد دستگاه‌ها و پرسپتور بزرگ، یک پست عالی‌رتبه و غیرعملکردی خدمات ملکی، تحت امپراتور هونگ‌شی (۱۴۲۴–۱۴۲۵)منصوب شدند. دبیرخانه بزرگ اعضای خود را از آموزشگاه هانلین انتخاب می‌کرد که بخشی از اقتدار شخص امپراتور محسوب می‌شد، نه وزارتخانه (از این رو به علت اختیاراتی که داشتند گاهی اوقات حتی با امپراتور و هم با وزیران مخالفت می‌کردند). دبیرخانه به عنوان یک دستگاه رسمی هماهنگ‌کننده عمل می‌کرد، در حالی که شش وزارتخانه شامل:پرسنل، درآمد، مناسک، جنگ، دادگستری، و فواید عمومی، دستگاه‌های اداری مستقیم دولت بودند:
وزارت پرسنل:انتصاب، درجه‌بندی شایستگی، ترفیع و تنزیل مقامات و نیز اعطای عناوین افتخاری بر عهده بود.
وزارت درآمد: جمع‌آوری داده‌های سرشماری، جمع‌آوری مالیات و رسیدگی به عواید دولتی بود، در حالی که دو اداره ارز وجود داشت که زیرمجموعه آن بودند.
وزارت مناسک: مسئول مراسم، آداب و قربانی‌های دولتی بود. همچنین بر ثبت نام کشیشان بودایی و تائوئیست و حتی پذیرش فرستادگان کشورهای خراجی نظارت داشت.
وزارت جنگ مسئولیت: انتصاب، ترفیع و تنزل افسران نظامی، نگهداری تأسیسات نظامی، تجهیزات و تسلیحات و همچنین سیستم پیک را بر عهده داشت.
وزارت دادگستری: مسئول فرآیندهای قضایی و کیفری بود، اما هیچ نقش نظارتی بر سانسور یا دادگاه بزرگ تجدیدنظر حکومتی نداشت.
وزارت فواید عمومی: مسئولیت پروژه‌های ساختمانی دولتی، استخدام صنعتگران و کارگران برای خدمت موقت، ساخت تجهیزات دولتی، نگهداری راه‌ها و کانال‌ها، استانداردسازی اوزان و اندازه‌گیری‌ها و جمع‌آوری منابع از روستاها را بر عهده داشت.

#### دفاتر و دفتر خاندان امپراتور

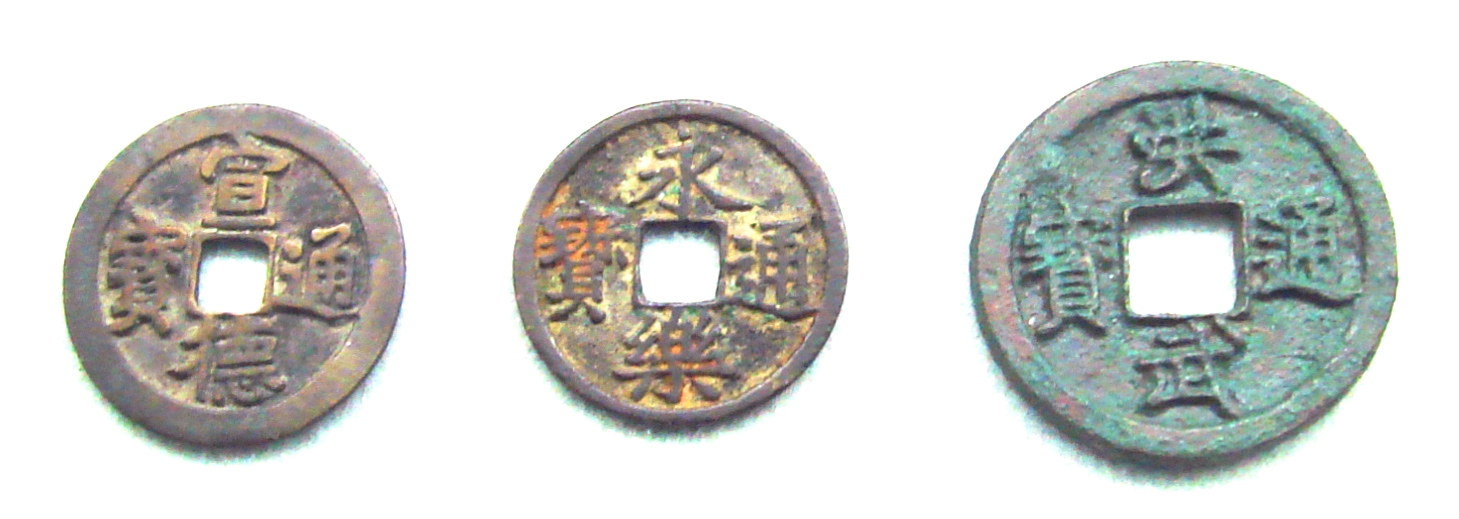
سکه‌های دودمان میگ در قرن چهاردهم تا هفدهم

خاندان امپراتور تقریباً به‌طور کامل توسط خواجه‌ها و خانم‌هایی که دفاتر خودشان را داشتند اداره می‌شد. خدمتکاران زن در دفتر حضور در کاخ، دفتر تشریفات، دفتر پوشاک، دفتر مواد غذایی، دفتر اتاق خواب، دفتر صنایع دستی، و اداره نظارت بر کارکنان سازماندهی شدند. از دهه ۱۴۲۰، خواجه‌ها شروع به تصرف مناصب این خانم‌ها کردند تا اینکه تنها دفتر پوشاک با چهار دفتر فرعی برای ایشان باقی ماند. هونگوو خواجه‌های خود را در اداره خدمه قصر سازماندهی کرد، اما با افزایش قدرت خواجه‌ها در دربار، دفاتر اداری آنها نیز گسترش یافت و در نهایت دوازده اداره، چهار دفتر و هشت دفتر فرعی به کنترل آنان درآمد. دودمان مینگ، خاندان امپراتوری وسیعی داشت که هزاران خواجه در آن کار می‌کردند که ریاست آن‌ها را اداره خدمه کاخ بر عهده داشت. خواجه‌ها به ادارات مختلفی تقسیم می‌شدند که مسئول نظارت کارکنان، مراسم تشریفاتی، غذا، ظروف، اسناد، اصطبل، مهر، پوشاک و غیره بودند. این دفاتر وظیفه تهیه سوخت، ابزارآلات موسیقی، کاغذ و حمام سلطنتی را بر عهده داشتند. این دفاتر همچنین مسئولیت اسلحه، نقره کاری، شستشوی سر، سرپوش، برنز کاری، تولید پارچه، شراب سازی و اداره باغ‌ها را نیز بر عهده داشتند. گاه، با نفوذترین خواجه‌ها حتی در اداره تشریفات به عنوان دیکتاتور عملی تسلط داشتند.
گرچه کارمندان خاندان شاهنشاهی عمدتاً توسط خواجه‌ها و بانوان کاخ برگزیده می‌شدند، اما یک اداره خدمات ملکی به نام اداره مهر وجود داشت که با سازمان‌های خواجه‌ای در نگهداری مهرها سلطنتی، شمارش‌ها و تمبرهای شاهنشاهی همکاری می‌کرد. همچنین دفاتر خدمات ملکی برای نظارت بر امور شاهزادگان امپراتوری نیز خدمت می‌کرد.

## جامعه و فرهنگ

### ادبیات مینگ

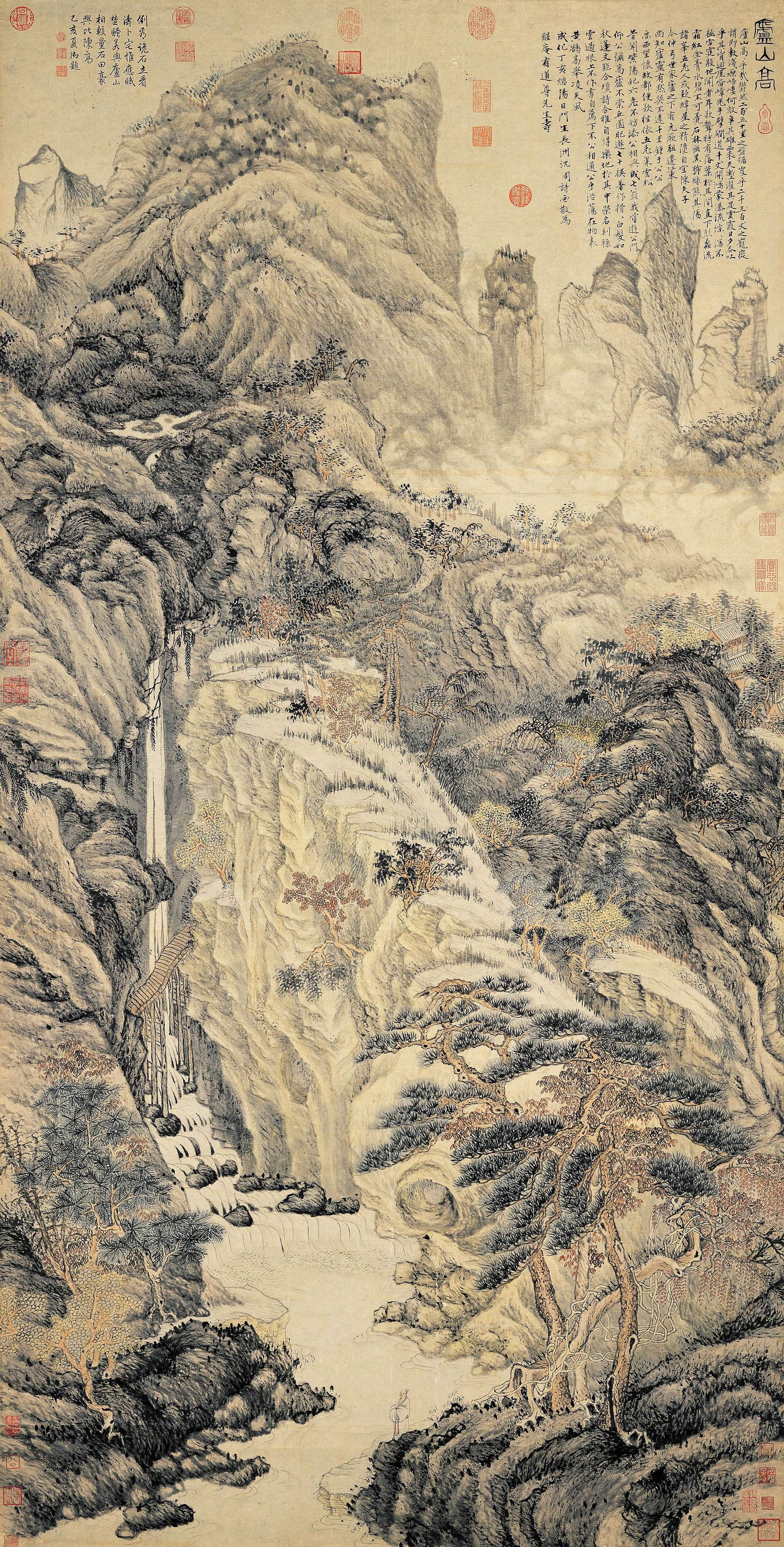
نویسه کوه لو اثر شن ژو در اواسط قرن پانزدهم

ادبیات داستان‌نویسی در طول سلسله مینگ، به ویژه در دره یانگزی جنوبی که از نظر اقتصادی مرفه بود، رونق گرفت. اگرچه داستان‌های کوتاه از زمان دودمان تانگ (۶۱۸–۹۰۷) محبوب بود و آثار نویسندگان هم‌عصری مانند خو گوانگچی، زو شیاکه، و سونگ یینگ‌ژینگ اغلب فنی و دانشنامهٔ بودند، برجسته‌ترین پیشرفت ادبی در آن دوران رمان‌نویسی بومی بود. در حالی که نخبگان نجیب به اندازه کافی برای درک کامل زبان چینی کلاسیک تحصیل کرده بودند، آنهایی که تحصیلات ابتدایی داشتند، مانند زنان در خانواده‌های تحصیل کرده، بازرگانان و کارمندان مغازه آن‌چنان به مخاطبان بالقوه و قابل توجهی برای ادبیات و هنرهای نمایشی تبدیل شدند که از چینی کلاسیک استفاده کردند. محققان ادبی در این دوره رمان‌های اصلی چینی مانند حاشیه آب و سفر به غرب را ویرایش یا توسعه دادند. ویرایش جین پینگ می، که در سال ۱۶۱۰ منتشر شد، اگرچه مطالب قبلی را در بر می‌گرفت، اما نشان دهنده گرایش به ترکیب مستقل و توجه به روان‌شناسی نیز بود. در سال‌های بعدی دودمان مینگ، فنگ منگونگ و لینگ منگچو با داستان‌های کوتاه بومی نوآوری‌های. ادبی تازه‌ای کردند. فیلمنامه‌های تئاتر به همان اندازه که تخیلی بودند مخاطبان را نیز جذب می‌کردند. مشهورترین آن، غرفه گل صد تومانی، توسط تانگ شیانزو (۱۵۵۰–۱۶۱۶) با اولین اجرای آن در غرفه شاهزاده تانگ در سال ۱۵۹۸ نوشته شد.
مقاله‌نویسی غیررسمی و سفرنامه نویسی یکی دیگر از نکات برجسته این دوره بود. خو شیاکه (۱۵۸۷–۱۶۴۱)، نویسنده ادبیات سفر، خاطرات سفر خود را در ۴۰۴۰۰۰ نشان نویسی مکتوب منتشر کرد که اطلاعاتی در مورد همه چیز از جغرافیای محلی گرفته تا کانی‌شناسی در آن وجود داشت. اولین اشاره به انتشار روزنامه‌های خصوصی در پکن در سال ۱۵۸۲ بود و در سال ۱۶۳۸ روزنامه پکن استفاده از چاپ چوبی قدیمی تانگ را کنار گذاشت به چاپ جدید متحرک را جایگزین کرد. همچنین حوزه ادبی جدید راهنمای اخلاقی شامل اخلاق تجاری در اواخر دوره مینگ برای خوانندگان طبقه بازرگان توسعه یافت و منتشر شد.
برخلاف خو شیاکه که در ادبیات سفر خود بر جنبه‌های فنی تمرکز داشت، شاعر و از مقامات چینی یوان هونگدائو (۱۵۶۸–۱۶۱۰) از ادبیات سفر برای بیان تمایلات خود برای فردگرایی و همچنین استقلال از سیاست دربار کنفوسیوس و ناامیدی استفاده کرد. یوان می‌خواست خود را از سازش‌های اخلاقی که از حرفه یک به عنوان محقق-مقام جدایی ناپذیر بود را رها کند. این احساسات ضد رسمی در ادبیات سفر و شعر یوان در واقع از سنت شاعر سلسله سونگ ولی رسمی سو شی (۱۰۳۷–۱۱۰۱) پیروی می‌کرد. یوان هونگدائو و دو برادرش، یوان زونگدائو (۱۵۶۰–۱۶۰۰) و یوان ژونگ دائو (۱۵۷۰–۱۶۲۳)، از بنیانگذاران مکتب نامه گونگان بودند. این مکتب بسیار فردگرایانه شعر و نثر توسط نهاد نئوکنفوسیوس کشور به دلیل ارتباط آن با غزل‌های نفسانی شدید مورد انتقاد قرار گرفت که در رمان‌های بومی مینگ مانند جین پینگ می نیز مشهود بود.

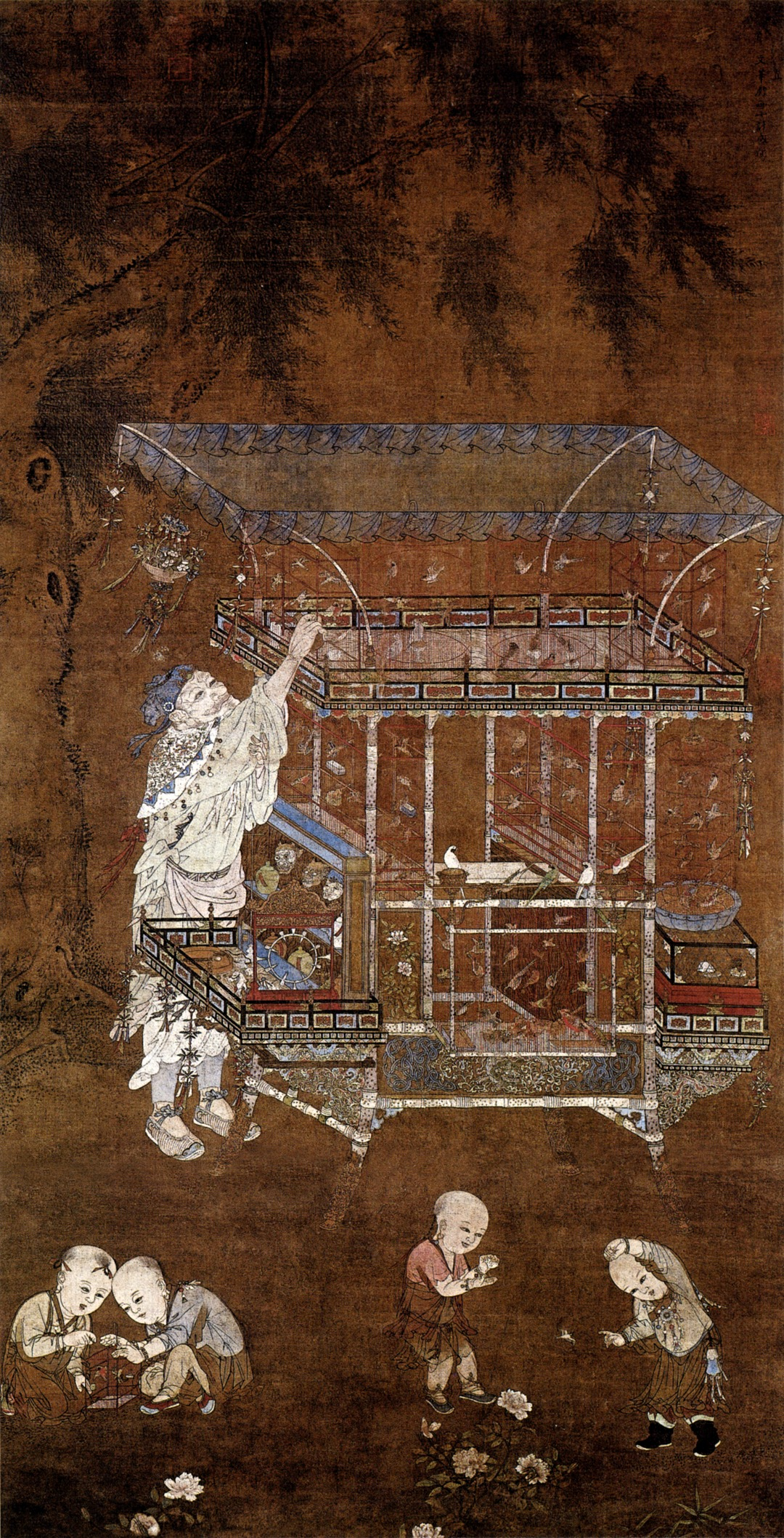
یک فروشنده پرنده در نقاشی ژی شنگ

## جمعیت‌شناسی

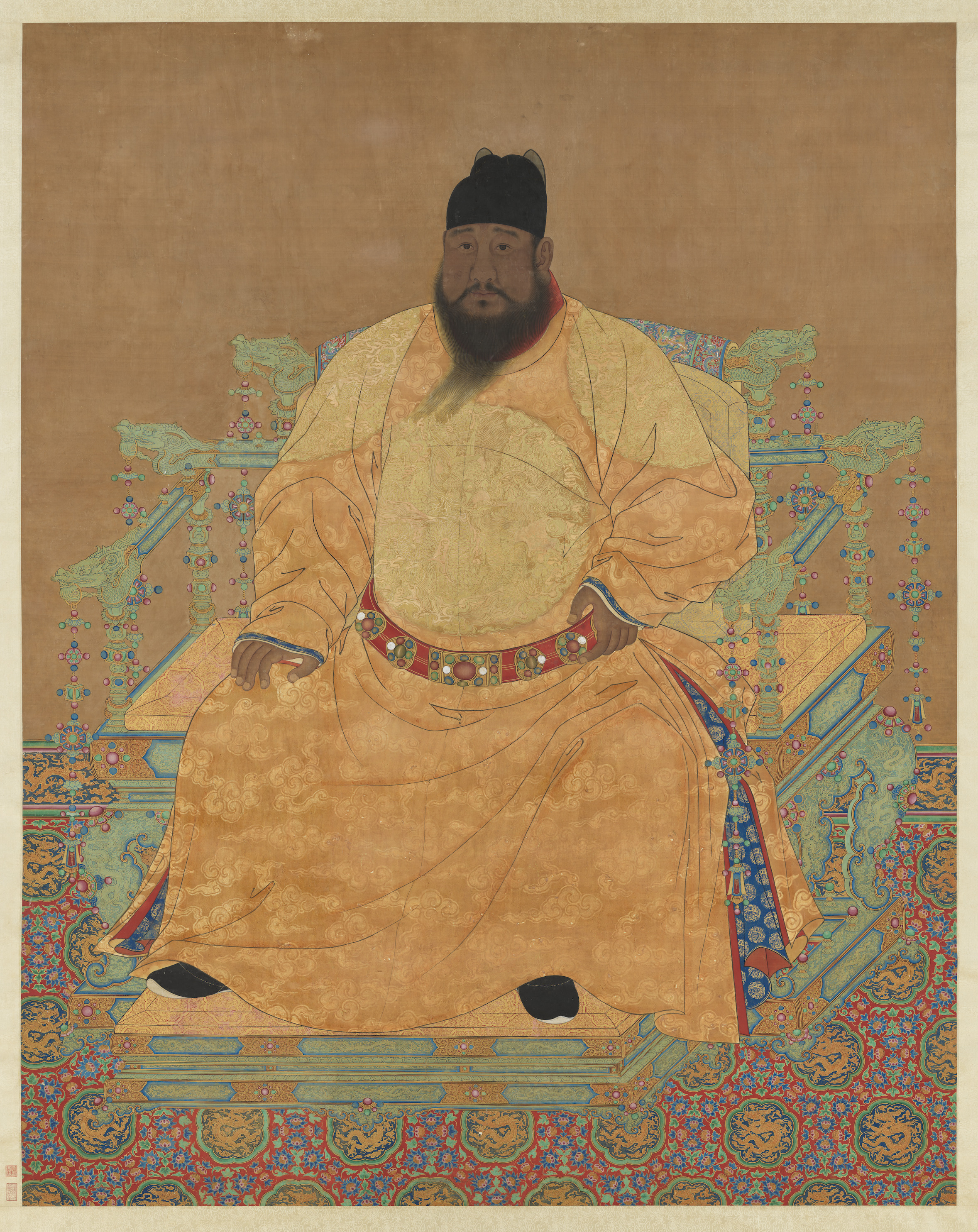
امپراتور شوان‌دو (ح. ۱۴۲۵–۱۴۳۵)؛ او در سال ۱۴۲۸ اظهار داشت که جمعیت کشور به دلیل کاخ سازی و ماجراجویی‌های نظامی او در حال کاهش است. اما جمعیت تحت رهبری او در حال افزایش بود، واقعیتی که ژو چن فرماندار ژیلی جنوبی در گزارش خود در سال ۱۴۳۲ به دربار امپراتوری دربارهٔ تجارت گسترده دوره‌گردان اشاره کرد.

مورخان چین‌شناسی در مورد ارقام جمعیت برای هر دوره در سلسله مینگ بحث می‌کنند. تیموتی بروک مورخ و شرق‌شناس کانادایی اشاره می‌کند که ارقام سرشماری دولت مینگ مشکوک است زیرا تعهدات مالی بسیاری از خانواده‌ها را وادار کرد که تعداد افراد خانواده خود را کمتر گزارش کنند و بسیاری از مقامات شهرستان‌ها تعداد خانوارهای خود را کمتر گزارش می‌کردند. کودکان اغلب کمتر گزارش می‌شدند، به‌ویژه کودکان دختر، همان‌طور که آمارهای جمعیتی نادرست در سراسر مینگ نشان می‌دهد. حتی زنان بالغ نیز کمتر گزارش شده بودند.
برای مثال، استان دامینگ در ژیلی شمالی جمعیت این ناحیه را ۳۷۸۱۶۷ مرد و تعداد زنان را ۲۲۶۹۸۲ در سال ۱۵۰۲ گزارش می‌کرد. بخشی از عدم تعادل جنسیتی ممکن است به عمل نوزادکشی دختر نسبت داده می‌شود. این عمل در چین به خوبی مستند شده است و به بیش از دو هزار سال قبل بازمی‌گردد، و نویسندگان معاصر آن را به‌عنوان «شغل» و «تقریباً در هر خانواده‌ای انجام می‌شود» دسته‌بندی کردند. با این حال، نسبت‌های جنسی به طرز چشمگیری ناهنجار، که بسیاری از شهرستان‌ها تا سال ۱۵۸۶ نسبت جنسیتی را بیش از دو برابر گزارش کردند، به احتمال زیاد ایت نمی‌تواند تنها با کودک کشی توضیح داده شود.
تعداد افراد سرشماری شده در سرشماری سال ۱۳۸۱، ۵۹۸۷۳۳۰۵ نفر بوده است. با این حال مدتی بعد دولت دریافت که حدود ۳ میلیون نفر در سرشماری مالیاتی سال ۱۳۹۱ مفقود شده‌اند و این تعداد به‌طور قابل توجهی کاهش یافته است. دولت تلاش کرد تا با ایجاد تخمین محافظه‌کارانه خود از ۶۰۵۴۵۸۱۲ نفر در سال ۱۳۹۱ این موضوع را کنترل کند. پینگ تی هو در مطالعات خود در مورد جمعیت چین پیشنهاد می‌کند که سرشماری سال ۱۳۹۳ به ۶۵ میلیون نفر بازنگری شود، و خاطرنشان می‌کند که مناطق وسیعی از شمال چین و مناطق مرزی در آن دوره سرشماری نشده است. بروک بیان می‌کند که ارقام جمع‌آوری شده در سرشماری‌های رسمی پس از سال ۱۳۹۳ بین ۵۱ تا ۶۲ میلیون نفر بود، در حالی که جمعیت در واقع در حال افزایش بود. حتی امپراتور هونگجی (۱۴۸۷–۱۵۰۵) خاطرنشان کرد که افزایش روزانه افراد همزمان با کاهش روزانه تعداد غیرنظامیان و سربازان ثبت شده است. ویلیام آتول جمعیت چین را در سال ۱۴۰۰، حدود ۹۰ میلیون نفر تخمین می‌زند.